# Stejnopohlavní manželství v Portugalsku
Stejnopohlavní manželství je v Portugalsku legální od 5. června 2010. Vládní kabinet José Sócrata zpracoval návrh takového zákona v prosinci 2009. Ten pak následně v únoru 2009 přijalo Republikové shromáždění (Asembleia da República). Ústavnost návrhu potvrdil Ústavní soud Portugalské republiky v dubnu 2010. 10. května 2010 byl návrh podepsán prezidentem Aníbalem Cavaco Silvou a Portugalsko se tak stalo šestou zemí v Evropě a osmou na světě, která umožnila párům stejného pohlaví uzavírat sňatky. Nový zákon byl pak následně publikován ve Sbírce zákonů Portugalské republiky (Diário da Republica) 31. května 2010. Účinným se stal 5. června 2010.

## Nález Ústavního soudu
1. února 2006 zažádal lesbický pár o vydání manželské licence. Jejich žádosti nebylo vyhověno s odvoláním se na zákonnou definici manželství. Obě žadatelky se pak následně obrátily na soud kvůli diskriminaci, která je ústavně zakázaná od r. 1976. Diskriminace jiných sexuálních orientací je v Portugalsku ústavně nepřípustná od r. 2004. V květnu 2007 se soud rozhodl jejich případem nezabývat, čímž se celá záležitost dostala k Ústavnímu soudu, který jí převzal v červenci 2007. Právní zástupce Heleny a Teresy Luís Grave Rodrigues prezentoval jejich žádost se sedmi odbornými vyjádřeními (pareceres) portugalských profesorů práv, kteří byli toho názoru, že zákaz stejnopohlavního manželství je neústavní.
9. července 2009 rozhodl Ústavní soud v poměru hlasů 3:2, že stejnopohlavní manželství není ústavním právem, ale že není ani nepřípustné, a tudíž konečně rozhodnutí záleží pouze na zákonodárcích.

## Legislativní proces

### Návrhy poslanců za BE a PEV z r. 2008
Dva návrhy zákona o stejnopohlavním manželství byly prezentovány v parlamentu 10. října 2008. Jednalo se o dva separátní návrhy poslanců Levého bloku (BE) a Os Verdes (PEV). Oba návrhy byly odmítnuty vládnoucí Socialistickou stranou a opoziční Portugalskou sociálně demokratickou stranou.

### Vládní návrh 2009-2010
Portugalský premiér José Sócrates řekl 18. ledna 2009 ve svém předvolebním projevu, že pokud v zářijových volbách znovu vyhraje, tak se jeho vláda zasadí o legalizaci manželství pro všechny. Přestože se mělo jednat o manželství bez adopcí, tak jej většina portugalských LGBT organizací vnímala jako významný krok.
V květnu 2009 potvrdil mluvčí Úřadu vlády Jorge Lacão, že socialistická vláda přijme zákon o stejnopohlavních sňatcích, pokud v r. 2009 vyhraje volby.
Proti stejnopohlavnímu manželství se vyslovila předsedkyně konzervativní Portugalské sociálně demokratické strany (PSD) Manuela Ferreira Leite.
V květnu 2009 se zrodilo Hnutí za rovnost v přístupu k občanským sňatkům s kampaní za manželství pro všechny. Za svého trvání si získalo podporu od spisovatele a držitele Nobelovy ceny za literaturu José Saramaga a lisabonského starosty Antónia Costy.
V říjnu 2009 potvrdil nově sestavený vládní kabinet José Sócrata, že Socialistická strana svůj předvolební slib splní, a že vyjde vstříc hnutí za stejnopohlavní manželství. Předseda poslaneckého klubu Levého bloku tento postoj uvítal a sám zpracoval vlastní návrh novely zákona o rodině měnící definici manželství na genderově-neutrální. V polovině října 2009 oznámil Jorge Lacão, že by stejnopohlavní manželství mělo být přijato na začátku r. 2010.
3. listopadu 2009 podal člen CDS-Lidové strany José Ribeiro e Castro žádost o konání referenda, které premiér, Socialistická strana a Levý blok nevyhověli.
4. listopadu 2009 potvrdil předseda poslaneckého klubu Socialistické strany Francisco Assis, že zákon o stejnopohlavních sňatcích bude přijat v brzké době, a že neumožní homosexuálním párům adopci dětí.
17. prosince 2009 přijala vláda návrh zákona o stejnopohlavních manželství.
8. ledna 2010 následujíc po parlamentní debatě, jíž se zúčastnil i premiér, byl vládní návrh hned v prvním čtení přijat Republikovým shromážděním v poměru hlasů 126:97. Poslanecké návrhy Levého bloku a Zelené strany byly odmítnuty. Se stejným osudem se setkal i zákon o registrovaném partnerství navržený poslanci strany PSD. 10. února byl návrh schválen Ústavním výborem Parlamentu Portugalské republiky. Finální parlamentní hlasování se pak konalo 11. února, kde byl návrh opět přijat. 24. února 2010 postoupil Ústavní výbor návrah porgualskému prezidentovi Aníbalu Cavaco Silvovi.
13. března 2010 dal prezident návrh k přezkumu Ústavnímu soudu, aby rozhodl, zda je neústavní. 8. dubna 2010 hlasovali soudci Ústavního soudu v poměru 11:2 pro ústavnost návrhu. Tři z nich se vyjádřili pro ústavní právo párů stejného pohlaví na sňatek. Nález Ústavního soudu byl publikován 28. dubna. Prezident měl celkem 20 dní na to, aby se rozhodl, zda zákon podepíše, anebo vrátí Republikovému shromáždění.
17. května 2010 byl návrh podepsán prezidentem. Zákon byl pak publikován ve Sbírce zákonů Portugalské republiky 31. května 2010. Účinnosti nabyl 5. června 2010. 7. června 2010 se Teresa Pieres a Helena Paixão staly prvním lesbickým párem, který v Portugalsku uzavřel manželství.

### Homoparentální adopce
24. února 2012 odmítnul parlament dva návrhy umožňující homosexuálním párům adopce dětí.
17. května 2013 odmítnul parlament v poměru hlasů 104:77 návrh umožňující homosexuálním párům adopci dětí znovu. Ten samý den přijal parlament v prvním čtení návrh umožňující sezdaným párům stejného pohlavní adopci dítěte svého manžela. Ten byl pak následně odmítnut ve druhém čtení 14. března 2014 v poměru hlasů 107:112.
17. ledna 2014 přijal parlament rezoluci na konání referenda o adopčních právech párů stejného pohlaví. 28. ledna dal prezident Aníbal Cavaco Silva žádost k Ústavnímu soudu, aby přezkoumal ústavnost rezoluce. 19. února 2014 rozhodl Ústavní soud, že je rezoluce neústavní. Cavaco Silva pak následující den rezoluci vetoval.
20. listopadu 2015 přijal parlament 5 návrhů umožňující homosexuálním párům adopce dětí v prvních čteních. Návrhy pak předložil Výboru pro ústavní záležitosti, práva, svobody a jejich garance. 16. prosince byly návrhy sjednoceny do jednoho, o kterém pak následně parlament hlasoval. 18. prosince byl návrh přijat ve druhém a finálním hlasování. 23. ledna 2016 byl návrh vetován prezidentem, který toto rozhodnutí oznámil až o dva dny později 25. ledna. 10. února 2016 bylo prezidentské veto přehlasováno. Ve Sbírce zákonů byl nový zákon publikován 29. února. Účinnosti nabyl prvním dnem měsíce následujícího po publikaci, tj. 1. březen 2016.

## Manželské statistiky
Rok po nabytí účinnosti zákona se v Portugalsku konalo cca 380 homosexuálních svateb.
Podle statistik z r. 2013 bylo v Portugalsku oddáno 305 homosexuálních párů - z toho 98 ženských a 207 mužských párů párů. V r. 2014 došlo k mírnému nárůstu. Za ten rok uzavřelo manželství 308 homosexuálních párů - z toho 127 lesbických a 181 gay. Homosexuální manželské páry tvořily 1 % ze všech uzavřených manželství v zemi.
V období od června 2010 do června 2015 se v Portugalsku konalo celkem 1591 homosexuálních svateb. 1060 z nich tvořily gay páry a 531 lesbické páry.

## Opozice
V době diskuzí na téma stejnopohlavního manželství a po jeho legalizaci vznikala řada skupin, která jej odmítala.
Jedním z hlavních odpůrců stejnopohlavního manželství byla Římskokatolická církev v Portugalsku. Ačkoli je Portugalsko ústavou chápané jako sekulární, drží si status země s katolickou historií a tradicí, což je jedním z důvodů, proč se ze stejnopohlavního manželství stal předmět bulvárního tisku, což značně zvýšovalo jeho kontroverze.
8. ledna 2010 odmítnul parlament žádost o konání celonárodního referenda o stejnopohlavním manželství.
V únoru téhož roku protestovalo v Lisabonu proti stejnopohlavnímu manželství 5000 Portugalců.
13. května 2010 během oficiální návštěvy v Portugalsku a čtyři dny před ratifikací nového zákona vyjádřil papež Benedikt XVI. odpor ke stejnopohlavnímu manželství, které prohlásil za "nebezpečné a zničující".

## Právní úprava manželství
19. července 2010 publikoval Instituto dos Registos e do Notariado následující čtyři předpisy regulující manželství:
- Veškerá manželství uzavřená v zahraničí musí být evidována civilními registry, ačkoli k jejich uzavření došlo před uzákoněním stejnopohlavních sňatků;
- Manželství uzavřená podle alternativní legislativy k občanským sňatkům jako je registrované partnerství, občanský pakt solidarity a jiné, nemohou být uznávaná;
- Cizí státní příslušníci mohou na území Portugalska uzavřít stejnopohlavní manželství, i když jejich země původu takový zákon nepřijala;
- Cizí státní příslušníci mohou uzavřít manželství bez nutnosti trvalého pobytu na území Portugalska;
- Adopce dětí páry stejného pohlaví je v Portugalsku uznávaná. (Novela z r. 2016)